# Свободный город Христиания
Христиа́ния (Свобо́дный го́род Христиа́ния, Во́льный го́род Христиа́ния) — неофициальная самоуправляемая коммуна, расположенная в районе Кристиансхавн города Копенгагена, столицы Дании. Представляет собой большую общность с социалистическим укладом в экономике, хотя сами жители Христиании термин «социализм» не используют. Территория фактически не контролируется властями Дании, форма политической организации общества отлична от государственной.
Жители Христиании провозглашают своей целью «создать самоуправляемое общество, в котором каждый индивид ответственен за благополучие всей общины. Общество должно быть экономически самодостаточным и быть непреклонным в убеждении, что физиологическое и физическое разрушение может быть предотвращено».
Из-за неподконтрольности датской полиции на территории Христиании в 1970-х годах укоренилась копенгагенская наркоторговля, и район получил известность как преступный наркопритон.

## Описание

### Территория
Христиания занимает квартал Копенгагена, образованный заброшенными после Второй мировой войны казармами и прилегающие к ним двумя полуостровами (остатками оборонительных валов). Главная пешеходная улица Христиании — Пушер-стрит, центр копенгагенской наркоторговли; за пределами этой улицы наркоторговля запрещена. Большинство культурных учреждений базируется там же. На Пушер-стрит запрещена фотосъёмка.
Всего крепостных валов два. Внутренний вал — около 80 метров в ширину, не считая больших площадок, образованных бывшими бастионами; на нем размещено большое количество жилья и инфраструктуры. Внешний вал в ширину достигает лишь 30 метров. Валы разделены каналами, по берегам которых стоят дебаркадеры, лодки и плавучие дома.

### Экономика
Экономика Христиании имеет «социалистический» характер: вся земля и все предприятия принадлежат общине и управляются демократически — советом общины. В стране нет налогов, но вся прибыль от общинных предприятий собирается в Общий Фонд и затем распределяется на различные нужды по решению жителей. Жители коммуны считают, что это: а) мотивирует каждого члена коммуны работать качественно (так как от качества их работы напрямую зависит его прибыль); б) позволяет использовать на благо всех средства, которые при наличии частной собственности оседали бы в карманах отдельных лиц. Считают также, что такая система позволяет христианитам сосуществовать и развиваться. Примеры предприятий Христиании: ресторан и рок-клуб Loppen, мануфактуры Christiania Bikes и ChristianiaCykler. Многие христианитские бренды используют в логотипе символ коммуны — три жёлтые точки.

### Управление городом
Коммуна разделена на 15 общин. Жители каждой общины составляют общинный совет, управляющий делами своей территории. Для управления делами всей Христиании существует Совет общин, состоящий из делегатов от каждой общины. Совет общин, например, отвечает за отношения коммуны с правительством Дании, полицией и муниципальными администрациями.

## История

### Казармы и валы
В территорию Христиании входят бывшие военные казармы Бодсмандсстраде и два бывших крепостных вала: внутренний с бастионами (пятиугольными земляными укреплениями) и внешний с реданами (земляными укреплениями в виде острого выступа). В казармах Бодсмандсстрэде (Bådsmandsstrædes Kaserne) в Кристиансхавне размещались Королевский артиллерийский полк, командование армейской техникой, лаборатории и склады боеприпасов. После окончания Второй мировой войны казармы были заброшены и пустовали в период с 1967 по 1971 год.
Оба крепостных вала (внешний и внутренний) и район Кристиансхавн (тогда ещё отдельный город) были основаны в 1617 году королем Кристианом IV для усиления сухопутной обороны Копенгагена. Впоследствии они достраивались при короле Кристиане V, который после осады Копенгагена во время шведско-польской войны стремился замкнуть кольцо обороны вокруг всего города. Западные крепостные валы Копенгагена были разрушены в 19 веке, но укрепления Кристиансхавна были сохранены. Сегодня они считаются одними из наиболее сохранившихся оборонных сооружений XVII века в мире. Они идеально сохранили свою форму, хотя насыпи давно сравнялись с землёй, превратив оба вала в широкие и пригодные для строительства полоски земли.
Полуостров, образованный остатками внешнего оборонительного вала, был переименован христианитами в Дюссен. Полуостров Дюссен соединен с «континентальной» Христианией мостом через большой канал (бывший крепостной ров между двумя валами), а также до него можно добраться по тропинке с севера. Возле реданов Дюссена расположены четыре пороховых склада. Они были построены в 1779—1780 годах, чтобы заменить хранилище в центре Копенгагена, в Эстерпорте. Складские здания переименованы христианитами в Aircondition, Autogena, Fakirskolen (Школа Факиров) и Kosmiske Blomst (Космический цветок) и используются для разных общественных учреждений.
На Втором Редане Дюссена, рядом со зданием под названием Aircondition, всё ещё можно увидеть место, где в 1946—1950 годах в последний раз в Дании применялась смертная казнь. Сохранились бетонный фундамент деревянного сарая и сток для крови. Всего там было казнено 29 преступников времен Второй мировой войны. Последним 20 июля 1950 года был казнён Иб Биркедаль, высокопоставленный работник датского гестапо.

### Коммуна хиппи
В 1967 году казармы Бодсмандсстраде были оставлены датской армией. В 1969 и 1970 годах неформальная молодёжь Кристиансхавна пыталась снести дощатые заборы вокруг брошенных казарм, однако местные власти несколько раз восстанавливали ограждение. В итоге забор был самовольно разрушен в 1971 году и более не восстанавливался. Тогда же в неформальной газете Hovedbladet вышла статья с заголовком «Эмигрировать с 8-й строкой»: рассказ о заброшенных казармах и идеи по использованию этого района — не в последнюю очередь в качестве жилья для бесчисленных молодых бродяг.
Христиания возникла 26 сентября 1971 года, когда группа хиппи незаконно вселилась в бодсмандсстрадские казармы, создав там большой, из нескольких зданий, сквот. Инициатором провозглашения Свободного города стал Якоб Лудвигсен (дат. Jacob Ludvigsen), издатель анархистской газеты.

### Первые годы существования (1971—1974)
Полиция несколько раз пыталась выселить самосёлов, но безрезультатно: территория была большой, а сквоттеров было очень много. Вопрос о коммуне поднялся на правительственном уровне. В 1972 году Христиания заключила соглашение с Министерством обороны об оплате электроэнергии и воды и получила статус «социального эксперимента». Однако уже в 1973 году сменилось правительство Дании, а с ним и политический климат. Датское государство вновь приняло решение об уничтожении города-сквота, однако полиция снова не справилась с этим. Было заключено соглашение, согласно которому государство не должно посягать на Христианию до того, как будет проведён конкурс на лучший проект по использованию этой территории. Однако конкурс так и не был проведён.
Тем временем, Христиания административно-территориально делится на несколько общин, самоуправляемых методами прямой демократии. Высшую власть осуществляет всеобщее собрание жителей города. Появляется кузница, делающая печи из старых нефтяных бочек. Организуется бригада мусорщиков. Что важно, все предприятия принадлежали общине, и каждый мог принять участие в управлении ими. В здании «Блоха» регулярно проводятся музыкальные мероприятия. Христиания отмечает первый год независимости.
В 1974 году христианиты даже баллотировались на муниципальных выборах в Вальгборге, выставив коммуну как партию и получив несколько мандатов. Их депутат Тин Шмидс брала своего ребёнка на собрания и кормила его грудью на глазах у всех, вызывая недовольство общественности и прессы. В Христиании прошла «Мега-Баррикадная вечеринка» с участием артистов, политиков, театральных коллективов, разных групп, с шествиями, детским праздником, просветительными стендами, консультациями по социальной политике и «Пекинской оперой» в Ден-Гра-Холе (главная концертная площадка коммуны). По всей Дании с интересом смотрели короткометражный фильм «Закон и порядок в Христиании» Нильса Веста о борьбе города-сквота за независимый статус.
В том же году христианиты организовали масштабную акцию: созданная ими Армия Санта-Клауса пять дней ездила по всему Копенгагену и раздавала детям подарки в универмагах. Санта-Клауса арестовали, однако фотография полицейского, избивающего сказочного деда, разлетелась в тысячах газет и лишь дискредитировала государство.

### Наступление Дании
Тем временем коммуна продолжала развивать городскую инфраструктуру. На территории появились общественная баня, детский дом, расширялась сортировка и переработка отходов, росли магазины и мастерские. Местный театр ставит в Ден-Гра-Холе постановку «Элверхей», пропагандируя коммуну; 40 аншлаговых спектаклей — хит театрального сезона в Копенгагене.
В 1975 году датское правительство вновь поднимает вопрос о статусе Христиании и принимает решение: квартал должен быть очищен не позднее 1 апреля 1976 года. Коммуна мобилизует по стране собственную армию для противостояния с государством. Известные рок-группы того времени записывают пластинку в поддержку Христиании. Однако, вопреки планам, 1 апреля ничего не происходит. Парламент в последний момент отложил расчистку.
В июле 1975 года на мероприятии в Ребилде Баккере по случаю 200-летия США христианиты проводят акцию протеста вместе с американскими индейцами против политики США в отношении меньшинств, бедных и стран третьего мира. Датские полицейские проводят серию арестов, однако сломить дух протеста не могут. Мероприятие завершилось собранием в Ден-Гра-Холе, где, кроме жителей Христиании, были представители коренных народов Северной Америки и Гренландии.
В 1975 году Национальный музей издает книгу об альтернативной городской среде в коммуне, и ряд известных градостроителей и архитекторов с энтузиазмом говорят об опыте Христиании.

### Судебный иск против государства

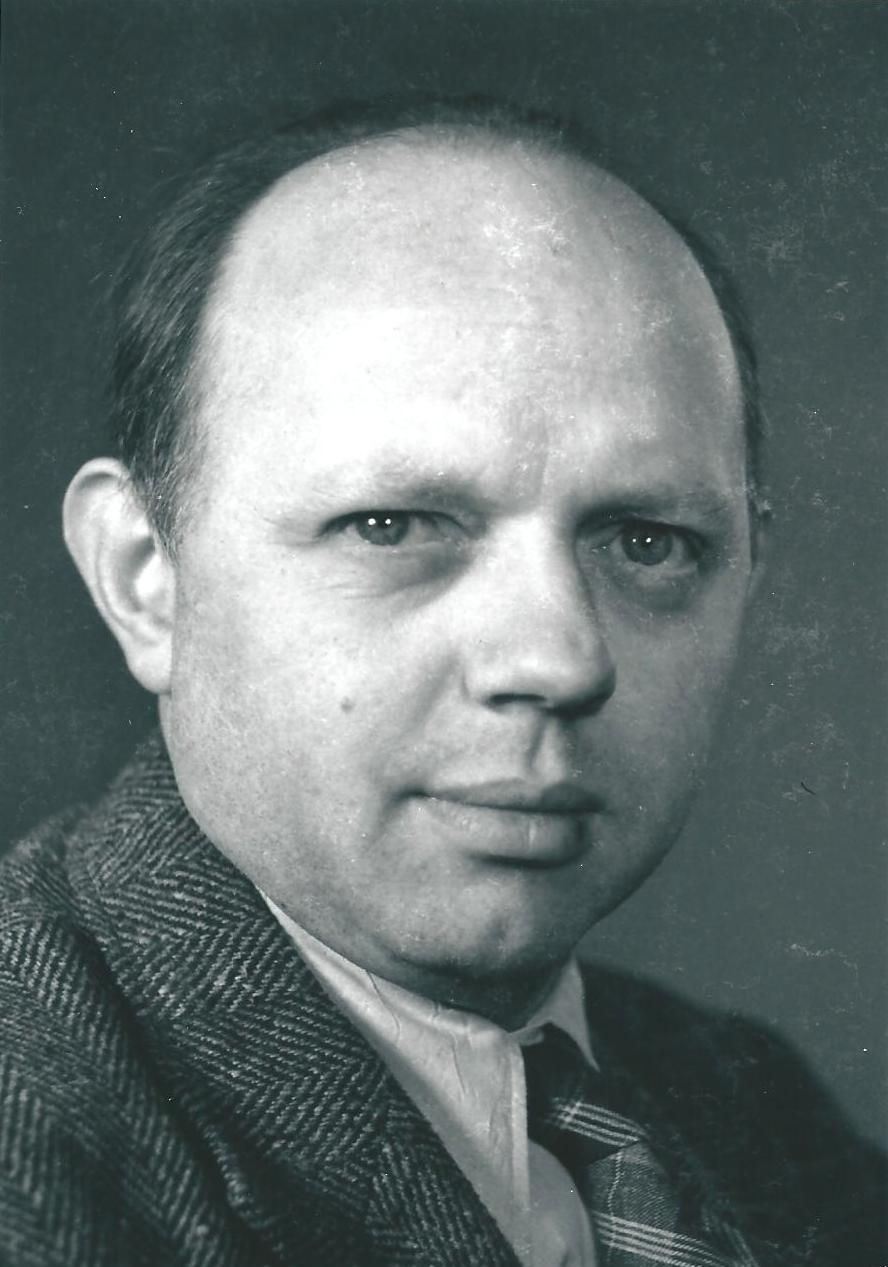
Карл Мадсен (1941)

В 1976 году Христиания подала в суд на государство за нарушение обещаний. Соглашение 1973 года о конкурсе идей для будущего использования района выполнено не было, поэтому христианиты заявили, что решение о выселении их территории является нарушением обещаний. Интересы Христиании умело защищает на суде Карл Мадсен (Carl Madsen), адвокат коммунистических взглядов и бывший участник датского антифашистского сопротивления. Создается Радужная армия. Всех жителей Дании приглашают посетить Христианию, и тысячи людей стекаются в город-сквот.
В 1977 году Христиания проигрывает дело, однако подаёт апелляцию в Верховный суд.
В том же году в Шарлоттенборге организуется художественная выставка «Любовь и хаос», а в коммуне проводится гигантский фестиваль идей по уборке и ремонту. Христиания выпускает пластинку «Наша музыка» — презентацию поэтов и музыкантов. Театр ставит два музыкальных представления: «Однополчане» в цирковом шатре и «Купеческая жизнь» в Ден-Гра-Холе.
В 1978 году дело проиграно в Верховном суде. Христиания снова баллотируется на муниципальные выборы и получает нового представителя в органах власти, Торкильда Вайса Мадсена, который быстро приобретает известность благодаря пламенным речам против спекуляций жильём и грубой перепланировки. Коммуна оставлена в покое, но ненадолго.

### Борьба с наркотиками
Полиция Копенгагена проводит облавы против городских наркоманов и торговцев гашишем. В то же время в Дании получает серьёзное распространение героин. Это отчетливо ощущается в Христиании, куда из-за облав в датской части Копенгагена перемещается вся торговля гашишем, ведь Христиания, в отличие от Дании, не запрещала на своей территории продажу наркотиков. Среди жителей растет число наркоманов, это беспокоит общину. Датская полиция объявляет коммуну наркопритоном и организовывает рейд.
Община христианитов предпринимает шаги по регулированию рынка наркотиков и борьбе с наркоторговцами, в первую очередь — с продавцами героина. Кульминация антинаркотической компании приходится на 1979—1980 годы, когда наркотикам объявляют решительный бойкот. Наркоманам дают выбор: избавиться от зависимости или покинуть коммуну. В то время от передозировки тяжёлыми наркотиками гибнут несколько человек. В рамках антинаркотической кампании в Ден-Гра-Холе ставят спектакль «Белый замок». Тяжёлые наркотики были навсегда запрещены.
В эти непростые годы культура независимого города расцветает. С 1978 и вплоть до 1981 года Христиания стала домом для панк-сцены Копенгагена, пока рокерский террор не положил конец этой деятельности. В 1981 году христианитское кабаре отправляется на гастроли в Италию по приглашению городского правительства Модены. В том же году Спортивный Клуб Христиании (CSC) провел спортивные мероприятия для жителей коммуны и всего Копенгагена.

### Наступление консервативного правительства
В том же 1981 году Дания получает консервативно-либеральное правительство и под воздействием Швеции разворачивает ожесточенную войну против Христиании, названной крупнейшим наркопритоном Европы и корнем всех бед Дании. Христиания отвечает акцией «Älska Sweden» («Мы любим Швецию»), в рамках которой христианиты и их сторонники с шествиями, кабаре и выставками посещают Стокгольм, Гётеборг и Мальмё.
Однако в итоге Христиания на несколько лет покидает политическое пространство Дании. Мероприятия в поддержку индейцев в Биг-Маунтин в США и конференция Аассвик по Гренландии проводятся в Ден-Гра-Холе как выражение солидарности Христиании с угнетёнными народами. В целом в те годы Христиания занималась налаживанием международных контактов.

### Пятнадцать лет коммуны
Летом 1986 года Христиания публикует материал об экономической составляющей общины. Отчет призван демонстрировать, что коммуна способна осуществлять надлежащее техническое обслуживание зданий благодаря социалистической организации хозяйства. В стране нет налогов, но вся прибыль от общинных предприятий идет в Общий Фонд, распределяясь на разные нужды по решению членов коммуны. В материале говорится о том, что в Христиании достигнут социалистический общественный уклад: жители города соединяют в себе владельцев предприятий, работников и потребителей продукции. Это, во-первых, мотивирует каждого работать качественно, а, во-вторых, позволяет высвободить на общее благо значительные средства, которые при частной собственности оседали бы в карманах отдельных лиц.

### Попытки легализации
В 1987 году правительство пошло на уступки, разработав план действий по легализации Христиании. Создана экспертная группа по контактам между Христианией и властями. В сотрудничестве с Министерством обороны христианитская строительная компания CA-build отремонтировала дымоходы в бывших казармах. Власти настаивают на легализации не в последнюю очередь кафе и ресторанов, привлекавших жителей и гостей Копенгагена.
Однако христианитский общепит не настроен отдавать государству часть прибыли; все кафе и рестораны коммуны закрываются полицией в результате масштабного рейда в начале 1989 года. После этого каждому кафе пришлось получать от муниципальных властей разрешение на пользование территорией и осуществление деятельности. Помимо этого, датский парламент принял закон «Об использовании территории Христиании», обеспечивший правовую основу для «нормализации» по плану, разработанному датским Министерством окружающей среды в 1989 году. План делит Христианию на две части. В первой части, «сельской», запрещено размещать жильё, а оставшейся части разрешено существовать в привычном виде.
Из-за того, что Христиания фактически не контролировалась датской полицией, её территория продолжала быть главным в Копенгагене местом наркоторговли. Коммуна пошла по принципу «не можешь победить — возглавь», взяв разрешённую торговлю лёгкими наркотиками (марихуана, гашиш) под контроль общины. На главной пешеходной улице Христиании, Пушер-стрит, была очерчена жёлтая линия, в пределах которой сбыт наркотиков разрешался. За торговлю в любой другой точке барыгам отныне грозила физическая расправа. Новосозданный рынок марихуаны и гашиша строго запрещено фотографировать. В то же время на расчищенной территории строят зелёную зону с детской, спортивной площадками и мощеной торговой площадкой Карла Мадсена.
Летом 1989 года проводят «Skatebeat 89». Vote 4 Truckers и рэп-группа Christiania записали сингл «Christiania-hands off!» («Руки прочь от Христиании!»).
Следуя политике легализации, датское Министерство обороны учредило Секретариат Христиании, который в 1990 году опубликовал отчёт «Цели и средства легализации района Христиании». Жители коммуны направляют в общей сложности 90 возражений против составленного плана и решительно выступают против раздела на множество частных владений. В ответ на угрозу общественной собственности Христиания устраивает в 1990 году акцию «Признание в любви», и многие деятели искусства принимают в этом активное участие. Всем гостям Христиании предлагается испытать на себе повседневную жизнь коммуны и почувствовать её образ жизни. Нильс Вест показывает фильм «Христиания, ты в моём сердце!», основанный на личных кинохрониках о жизни Христиании в первые 20 лет.

### В диалоге с властью

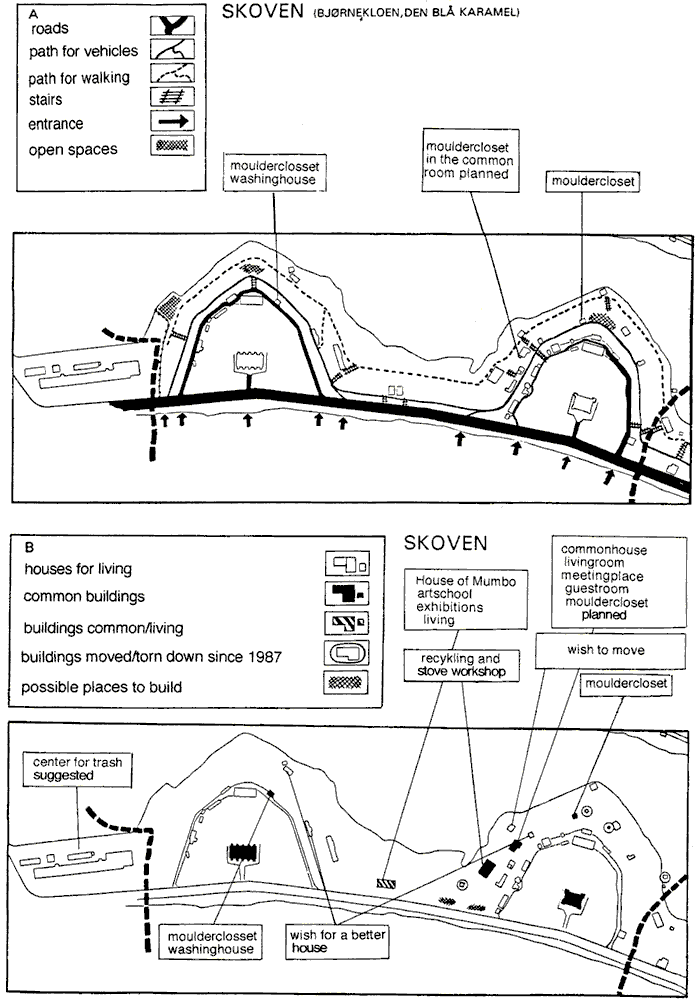
Концепт устройства дорог на внутреннем валу (Зелёный план)

В честь своего 19-летия Христиания выпустила журнал «Nitten» («Девятнадцать»); он был попыткой показать Христианию, отличную от образа, созданного буржуазной прессой в 1980-е — образа района, погрязшего в разврате и преступности. Христианиты показали свою независимую страну как экологически ориентированный город с коллективной экономикой и самоуправлением.
Секретариат попытался заключить с Христианией соглашение об использовании и содержании земли и зданий, и коммуна организовала контактную группу для обсуждения вопроса. Заключённое в итоге соглашение рассчитано только на год и должно пересматриваться ежегодно. Министерство обороны потребовало повысить затраты на техническое обслуживание зданий. Община создала Строительное бюро, взявшее под единое руководство процесс строительства и благоустройства, оптимизировав его. Более чем 100-летняя система водоснабжения была отремонтирована своей же командой SPAR2, что позволило значительно сэкономить.
Христиания пропагандирует «Зеленый план» как дальновидную альтернативу плану Министерства обороны. Этот план описывает концепцию зелёного города в тесном взаимодействии с природой: с рециркуляцией воды, компостом из кухонных отходов, возобновляемой энергией, плавучими домами и жильём из торфа и земли. В 1992 году коммунальная арендная плата увеличивается, но обязательства Копенгагенских властей в отношении Христиании были сокращены. Власти опасались, что оказывают излишнюю «деловую поддержку» многим новым предприятиям коммуны. После долгих переговоров муниципалитет всё же соглашается пойти на уступки.
Культурная жизнь процветает. В Опере и Гей-Хаусе проходят концерты и постановки. Массы людей посещают «Строго подпольные концерты» в Ден-Гра-Холе; на Лугу Мира проходит футбольный турнир. Любопытные туристы изучают трёхколёсные грузовые велосипеды Христиании и гуляют по остаткам крепостных валов.

### Новые полицейские облавы
В сентябре 1992 года копенгагенская полиция начала кампанию по очистке Христиании от гашиша. Специальный патруль из 70 полицейских круглосуточно контролировал квартал 18 месяцев, при этом продажи гашиша существенно не изменились. Жители датской части Кристиансхавна также подвергались обыскам.
Весной 1993 года Христиания провела акцию «Неделя 12 против насилия». Кукушка, Уличный театр, ряженые демонстрации в комичных тёмно-синих костюмах с надписью «идиотизм» на спине вместо «Полиция», публикация видеозаписей полицейского насилия, специально сформированная судебная группа, сотрудничество с адвокатами и «Amnesty International». На протяжении года между жителями Кристиансхавна, юристами, организацией «Amnesty International», парламентским комитетом по правовым вопросам, средствами массовой информации, Руководящим советом и полицейским руководством вёлся обширный диалог.
В то же время Национальные архивы Дании запрашивают исторические материалы для специального архивного раздела.
Строительное бюро Христиании проводит регистрацию всех зданий в стране. Компания «Антропопип» создаёт «Животных в одежде», украсивших Ден-Гра-Хол. «Движение за свободный гашиш» празднует 1 мая большим «перекуром» в Фелледпаркене.
Ежегодные переговоры с Министерством обороны завершаются соглашением о муниципальном взносе, равном налогу на имущество. Коммуна станет объектом изучения для АКФ, Научно-исследовательского института округов и муниципалитетов. Исследователи приходят к выводу, что опыт может быть использован. 18 месяцев полицейского террора завершаются рейдами и арестами на рождественском рынке. После кризисной встречи между жителями Христиании и министром юстиции Эрлингом Ольсеном полицейский патруль расформировывают.
Далее весной 1994 года вновь возникла угроза полицейского захвата территории, если христианиты сами не возьмут под контроль продажу гашиша. В ответ «Amnesty International» и датские медсестры публикуют доказательства массового применения полицейского насилия, и после скандала полиция ввела ограничения применения насилия. Тогда же проводится «гашишная забастовка»: наркоторговцы прикрыли торговлю на пять дней в знак протеста против провальной наркополитики. Христианиты, наркоторговцы и клиенты действуют с дымовыми шашками, петициями, поддерживают демонстрации против тяжелых наркотиков в Вестербро и кампанию «Посади семя». После этих событий полиция на долгое время отказалась от патрулирования Христиании.

### Самоуправление процветает
Кафе «Лунный рыбак» вновь открывается без алкоголя и быстро становится одним из самых популярных. На Социальном саммите ООН Христиания участвует в конференции НПО по Холмену.
В 1995 количество детей выросло настолько, что строится четвёртое детское учреждение, «Rosinhuset».
Много сил идет на выплату арендных и коммунальных платежей государству, обсуждение соглашения с Министерством обороны и смягчения отношений с датскими властями. Полицейское руководство создаёт «диалоговый форум», но коммуна недовольна.
Тогда же министр обороны заявил, что христианитов можно считать «образцовыми гражданами», когда речь идет об оплате государственных услуг.
Культурная жизнь идет с новыми музыкальными группами URD и Babajay, которые впервые начали выпускать компакт-диски. В Ден-Гра-Холе, в клубе «Дракон», в Опере, на открытом воздухе и на Лугу мира популярные исполнители собирают гостей со всей Европы. В то же время Strictly Underground выступает с известными группами того времени: Blur, Green Day, Rage Against the Machine и хип-хоп-группами андеграунда.
Появляется сайт www.christiania.org, что позволяет жителям коммуны рассказать миру о своей жизни и, в случае чего, привлечь внимание общественности.
В 1996 Министерством обороны и Христианией согласован «План развития» — компромисс между планом Минобороны 1989 г. и «Зеленым планом» Христиании. Коммуна празднует 25-летие, проводя массовые мероприятия. Юбилейная вечеринка в Ден-Гра-Холе — шоу-марафон с выступлениями старожилов, артистов, историческая пьеса «Порыв духов», живопись, самый длинный в стране торт и многое другое. Культурная ассоциация Христиании становится мостом между коммуной и Данией, поднимая тяжелые темы того времени, такие как насилие и пацифизм, гашиш и экономика, и рассматривая их в художественной и нетрадиционной форме.

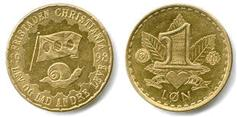
Монета номиналом в 1 лён

В 1997 вводится местная валюта — лён (дат. løn) стоимостью 50 датских крон. Монеты могут быть использованы для любых операций в местных предприятиях и для оплаты услуг. Правда, из-за необязательности лён приобрёл статус скорее коллекционной валюты.
Культурная ассоциация Христиании проводит первое всестороннее обсуждение проблемы гашиша и конопли в датской истории. До 2001 года проведены четыре экспертных слушания: полицейские, профессора, фермеры, писатели, врачи, судьи, художники и др. поддержали легализацию каннабиса.
В 1998 году Christianias Pigegarde открыл отремонтированный Dyssebro. Улучшен старый военный мост, построены два полукруга со скамейками. Пандус в Прерии стал крытым местом встречи в Копенгагене местных и международных фигуристов. Сцена построена и управляется при поддержке ALIS, христианитской компании по продаже одежды и скейтбордов. Спортивный Клуб получает штаб-квартиру в подвале здания «Stjerneskibet». Культурный центр Ден-Гра-Хол обновляется 33 новыми общественными туалетами. Система экологически чистая: моча отделяется и перерабатывается, не загрязняя природу. В том же году Боб Дилан два дня подряд выступает перед восторженной публикой, собирая несколько аншлаговых концертов.

### Новый напор правительства
В 2001 году в Дании сформировано новое правительство, им выдвинут план: на месте Христиании строятся 300 отдельных домов, которые будут предоставляться в пользование по индивидуальным договорам. Таким образом, коммуна Христиании с её укладом, основанным на коллективном пользовании и управлении жильём и предприятиями, должна быть полностью уничтожена.
В свет выходит несколько книг о Христиании, написанных христианитами, бывшими коммунарами и журналистами. Новый туристический путеводитель на английском языке открывает двери для иностранцев. Якоб Людвигсен издает сборник рассказов о Христиании. Резидентская консультативная служба Христиании публикует сценарий с опытом социальной работы на низовом уровне.
Комитет датского правительства по Христиании публикует конкурс идей для создания на её месте обычной городской территории. Чиновники в выступлениях говорят, что жители коммуны в массе бедные, мало образованные и чаще безработные, чем население страны. В ответ христианиты публикуют доклад «Христиания в действии: от видения к реальности»: рассказывается, что самоуправление работает и создало хорошо функционирующий город с большими возможностями.
Наркоторговцы в начале 2004 года убирают ларьки с гашишем. Полиция проводит массовые аресты и постоянное патрулирование. Ежегодный доклад «Amnesty International» критикует использование арестов датской полицией. Однако впервые в истории Христиании в этот период исчезла открытая торговля гашишем.

### Мирная жизнь продолжается
Коммуна отмечает тридцатилетие вечеринкой в Ден-Гра-Холе, где былые годы «воскрешаются» музыкой и песнями из мюзикла «Эльверхей». Праздник длился больше недели, его освещает мировая пресса. Пигегарден чествует особую датскую садовую культуру исторической татуировкой на Кастелле. По мере роста туристического потока движение в районе становится интенсивным, Дорожная группа создает вокруг более 100 парковочных мест. На крепостных валах разбит новый сад.
В качестве духовного вклада Христиании в председательство Дании в ЕС в 2002 во Фреденс-Энг проходила международная встреча с докладами натуралистов, писателей, художников и бездомных из ближнего и дальнего зарубежья. Джаз-клуб Христиании открывается в Опере, принимает участие в Копенгагенском джазовом фестивале.
Ассоциация по благоустройству столицы вручает диплом за 2003 год Христиании за долгие и неустанные усилия по созданию и развитию альтернативных объектов жилищного строительства. В том же году Культурная ассоциация Христиании получает Юбилейную премию фонда Grassroots Foundation.

Граффитисты Европы собираются на «Встречу стилей» в Ден-Гра-Холе. 

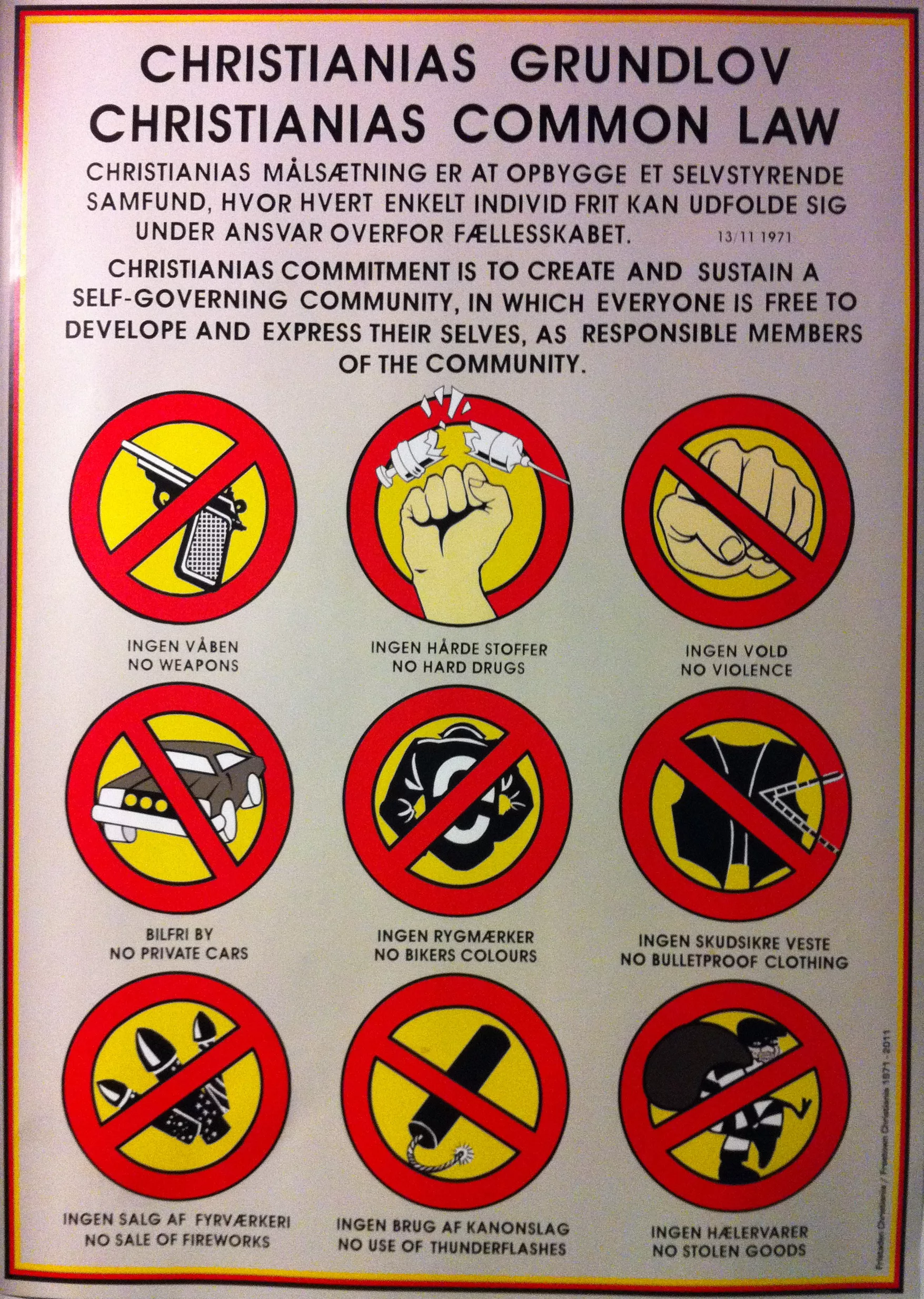
9 законов Христиании

В Карл-Мадсенс-Пладс открывается большая экологическая станция сбора отходов. В здании «Блоха» открывается кафе без гашиша и алкоголя.
Нильс Вест публикует фильм «Закон и порядок в Христиании 2» в продолжение «Закон и порядок в Христиании» 1974 г. Тема фильма — угрозы уничтожения и внутренняя мобилизация.
Рынок на Пушер-стрит между тем прячет киоски гашиша под маскировочными сетями, чтобы сделать торговлю гашишем менее заметной и, таким образом, сделать вид, что с ней борются.
Летом 2003 в Фреденс-Энг проходит фольклорный фестиваль. Тогда же проходит первый День открытых дверей, его посещают до 100 000 датчан. В конце лета организован «Народный парад за право на разнообразие»; перед Кристиансборгом собрались художники с Ким Ларсеном и Сэвиджем в знак солидарности с коммуной; прошла «Культурная оргия» на 22 сценах.
Правительственный конкурс на право реконструкции Христиании не оправдал ожиданий. В нём не участвуют признанные архитекторы, урбанисты или подрядчики. Было подано всего 17 сомнительных предложений, из которых только восемь соответствуют формальным условиям конкурса.

### Дальнейшая судьба коллективного уклада
В 2004 году датским правительством принят закон L205, отвергающий Христианию как коллектив с общей собственностью. Согласно этому закону все жители имеют право на частную собственность. Это привело к возможности продажи земли, но вызвало митинги протеста среди жителей.
В феврале 2011 года Верховный суд Дании принял решение, позволяющее выселить квартал сквоттеров Христиания. Согласно вынесенному приговору, они не имели прав на занимаемую территорию, принадлежащую государству. В апреле полицейские провели там очередной рейд для выявления торговцев наркотиками, однако полицию забросали булыжниками и пустыми бутылками, на улицах возникли баррикады. В ответ полиция применила слезоточивый газ.
15 августа 2011 года BBC сообщила о получении Христианией полуавтономного статуса. Согласно новому закону жители получат возможность выкупить землю ниже рыночной стоимости, а остальную землю государство будет сдавать в аренду. Де-юре территория была оформлена в собственность жилищного кооператива, через который жители осуществляют оплату коммунальных платежей.

### Нападение на Пушер-стрит (2005)
Преступные круги за пределами Христиании стремились захватить рынок. 24 апреля 2005 года несколько бандитов в масках и с автоматами на двух машинах прибыли на Пушер-стрит и произвели по меньшей мере 35 выстрелов без разбора в толпу, убив одного человека и ранив ещё троих. Ответственность за стрельбу взяла одна из банд района Нёрребро, неоднократно получавшая отказ торговать на Пушер-стрит.
Трагический инцидент показал, что выживание общины крайне рискованно из-за конфликтов преступных группировок, борющихся за передел рынка наркотиков. Другие обвиняли в случившемся правительство Андерса Фога Расмуссена, чьи меры вызвали фрагментацию рынка каннабиса и его распространение на остальную часть Копенгагена.

### Беспорядки из-за сноса здания
14 мая 2007 года работники Государственного Агентства лесного хозяйства и охраны природы в сопровождении полиции намеревались снести остатки заброшенного здания Сигаркассен («Коробка сигар»). Их встретили разъяренные и испуганные христианиты, опасавшиеся, что снесут и другие дома. Жители построили блокпосты, бросали камни и стреляли фейерверками по полицейским машинам. Они также построили баррикады на улице за воротами Христиании. Полиция применила слезоточивый газ, был произведен ряд арестов. Один активист прокрался за спину начальника полиции и вылил на него ведро мочи и кала, после чего был арестован. Всего было задержано более 50 активистов. Прокуроры потребовали для них тюремного заключения с целью пресечь дальнейшие беспорядки в Копенгагене, который, как утверждали прокуроры, был «в состоянии мятежа».

### Бросок гранаты (2009)
24 апреля 2009 года 22-летнему мужчине оторвало часть челюсти ручной гранатой, брошенной в кафе «Немоленд». У четверых других были незначительные травмы спины и ног. Преступник так и не был найден.

### Новый отказ от наркоторговли
31 августа 2016 года при полицейском рейде наркоторговец ранил двух полицейских и гражданского из пистолета. Сам преступник затем был тяжело ранен и позже скончался в больнице. Преступник, 25-летний датский гражданин боснийского происхождения (прибыл в Данию ребёнком вместе с семьёй), был хорошо известен полиции за насилие и участие в продаже каннабиса. Полицейские в Дании очень редко получают опасные для жизни травмы (до этого полицейский был убит преступником в 1995 году), и инцидент был широко осужден.
На общем собрании, состоящем из жителей Христиании, было решено, что ларьки на Пушер-стрит (на сегодня — место крупнейшей продажи каннабиса в Дании) должны быть убраны, что и произошло 2 сентября 2016. Местные жители также призывали друзей и соседей не покупать каннабис. Примерно через два месяца было подсчитано, что продажи каннабиса упали на 75 %.